# Вечевая площадь (Львов)
Вечевая площадь (укр. Площа Вічева) расположена в Галицком районе Львова, в историческом центре города, между улицами Леси Украинки, Театральной и Нижний замок. Длина сторон площади составляет 61 метр, а ширина — 44 метра.

## История
В XVIII—XIX веках территория нынешней Вечевой площади была частью площади, известной как Каструм (замок), располагавшейся у оборонительного Нижнего замка, разобранного в начале XIX века. В советский период здесь находилась автостоянка, а на широких белых глухих стенах тыльных сторон домов, располагавшихся по адресу проспект Ленина (ныне — проспект Свободы) № 22 и № 24, был установлен большой экран, на котором вечером демонстрировались кинофильмы или ретранслировали телепрограммы. С 1990 года площадь стала именоваться Вечевой.
В начале 1990-х годов на Вечевую площадь переместился стихийный художественный рынок «Вернисаж», впервые организованный ещё в годы Перестройки на территории бывшей детской площадки на пересечении улиц Краковской и Армянской. Во-многом этому переезду поспособствовал второй молодёжный фестиваль альтернативной культуры и нетрадиционных жанров искусства «Вывих», проходивший во Львове в 1992 году.
С 2008 года предпринимаются попытки закрыть «Вернисаж» под разными предлогами — от «организации стихийной торговли» до планов по строительству гостиницы. Подобные инициативы местных властей вызывали протесты со стороны местной общественности, в результате чего ликвидации «Вернисажа» удавалось избежать. В итоге, 7 февраля 2013 года Львовским городским советом было принято решение об обустройстве рынка «Вернисаж».